# Sandra Boëlle
Pour le cours d'eau, voir Boëlle.
Sandrine Boëlle, dite Sandra Boëlle, née Bachy le 26 mai 1961 à Neuilly-sur-Seine (Seine), est une femme politique française. Membre des Républicains, elle est députée de Paris de 2020 à 2022.

## Carrière
Sandra Boëlle est élue conseillère du 16e arrondissement de Paris aux élections municipales de 2014 sur la liste du maire sortant Claude Goasguen. Elle devient adjointe au maire, chargée de la famille et de la petite enfance, et membre du groupe Les Républicains au sein du conseil d'arrondissement.
Elle est candidate en huitième position sur la liste de la majorité sortante aux élections municipales de 2020, qui l'emporte au second tour avec 76,2 % des voix. Elle est élue conseillère de Paris à l'issue du scrutin.
Lors des élections législatives de 2017, dans la 14e circonscription de Paris, elle est la suppléante du député sortant Claude Goasguen, qui est réélu. Le 28 mai 2020, elle devient députée titulaire en remplacement de ce dernier, mort des suites de la Covid-19, et rejoint le groupe Les Républicains.  